# (2813) Zappalà
(2813) Zappalà – planetoida z grupy pasa głównego asteroid okrążająca Słońce w ciągu 5 lat i 213 dni w średniej odległości 3,15 j.a. Została odkryta 24 listopada 1981 roku w Lowell Observatory przez Edwarda Bowella. Nazwa planetoidy została nadana na cześć Vincenzo Zappali, włoskiego astronoma, odkrywcy 11 planetoid. Przed nadaniem nazwy planetoida nosiła oznaczenie tymczasowe (2813) 1981 WZ.